# Юхананов, Борис Юрьевич
Борис Юрьевич Юхананов (30 сентября 1957, Москва — 5 августа 2025, Москва) — российский режиссёр, теоретик театра, видео, кино и телевидения; художник, писатель, поэт, педагог. С 2013 года до смерти — художественный руководитель Электротеатра Станиславский. Основатель движения новой процессуальности, философско-эстетической теории и методологии в области искусства.

## Биография
Родился 30 сентября 1957 года в Москве. Окончил Воронежский институт искусств по специальности «актёр театра и кино» (1979) и ГИТИС по специальности «режиссёр драмы», в мастерской Анатолия Эфроса и Анатолия Васильева (1986).
Во время учёбы в ГИТИСе работал ассистентом режиссёра в спектакле Анатолия Эфроса «Буря» по У. Шекспиру (1983) и в спектакле Анатолия Васильева «Серсо» по пьесе Виктора Славкина (Театр драмы и комедии на Таганке, 1983—1985). Создатель первой в СССР независимой театральной группы «Театр — Театр» (1985, спектакли «Мизантроп», «Монрепо», «Хохороны»), сооснователь кинематографического движения «Параллельное кино» (1986). Педагогическую деятельность ведёт с 1988 года: Ленинградский свободный университет (1988), Свободная академия в Москве (1989), Мастерская Индивидуальной Режиссуры (с 1988 по н. в.). С 1997 по 2002 год руководил режиссёрско-актёрским курсом в РАТИ—ГИТИС. Один из создателей первой петербургской частной балетной группы «Санкт-Петербургский маленький балет». Автор и руководитель исследовательских театральных проектов «Лаборатория Ангелической режиссуры» (2002—2004) и «ЛабораТория. Голем» (2002—2009).
С 1986 года осуществил более ста театральных постановок, представленных на разных площадках Москвы (театр «Школа Драматического Искусства», Московский ТЮЗ, Российский Академический Молодёжный театр, Центр имени В. Э. Мейерхольда, Электротеатр Станиславский и др.), Санкт-Петербурга (Эрмитажный театр), Киева (Театр драмы и комедии, Центр театрального искусства «ДАХ»), Вильнюса (Русского драматического театра Литвы), Лондона (Southwark Playhouse), Амстердама (Muziekgebouw), Виченцы (Teatro Olimpico), Котбуса (Staatstheater Cottbus).
В числе его видеоработ видеороман в 1000 кассет «Сумасшедший принц» (1986—1993), «Неуправляемый ни для кого» (1995), «Да Дауны!» (1997), документальная видеомистерия «Назидание» и др.
В последние годы были проблемы с сердцем. Скончался 5 августа 2025 года в Москве от острой сердечной недостаточности. Церемония прощания прошла 7 августа в «Электротеатре Станиславский». Похоронен в тот же день на Троекуровском кладбище (участок 29).

### «Театр-Театр»
В 1985 году создал первую в СССР независимую театральную группу «Театр-Театр» и, экспериментируя в области «перформанса и хэппенинга, работал с командой, состоящей из актёров, музыкантов и художников, среди которых Никита Михайловский, неоромантическая группа Оберманекен» (Анжей Захарищев фон Брауш, Евгений Калачев), Лариса Бородина, Евгений Чорба, художники Иван Кочкарев, Юрий Хариков, режиссёр Евгений Юфит и др.
В спектаклях «Мизантроп», «Хохороны», «Монрепо» Юхананов «приучал» актёров к подвижной мизансцене, в которой определены правила соотношения фигур. Эта техника проявится и будет развита в дальнейшем в его новомистериальных проектах 1990-х гг. в новом для театральной режиссуры подходе к спектаклю как к проекту, запущенному в эволюцию, что позволит Юхананову разработать целую теорию новоуниверсального новомистериального проектирования.

### Видеороман «Сумасшедший принц»
В 1986 году из «Театра -Театра» выросла компания ВТТВ — Всемирный театр театр видео. В этом же году Юхананов в рамках ВТТВ первым в СССР начал художественные эксперименты с видеокамерой. С 1986 года создавались главы видеоромана «Сумасшедший принц», который снимался с 1986 по 1989 год. Отдельные главы снимались в 1990-е годы. Принцип работы над каждой главой подразумевал съёмки матрицы (одноразовый акт) и веер монтажных вариаций к ней, то есть многократное и разнообразное монтажное обращение с материалом матрицы.
В 1980—90-е годы были созданы следующие матрицы-главы:
- Пролог. «Обратная перспектива» (1986)
- Первая глава «Особняк» (1986)
- Вторая глава. «Игра в ХО» (1987)
- Третья глава. «Эсфирь» (1987)
- Четвёртая глава. «Фассбиндер» (1988)
- Пятая глава. «Японец» (1988-89)
- Шестая глава. «Крылья» (1988)
- Седьмая глава. «Фотограф» (1988])
- Восьмая глава. «Годар» (1989)
- Девятая глава. «Гарик» (1989)
- Десятая глава. «Зоопарк» (1989)
- Одиннадцатая глава. «Октавия» (1989)
- Двенадцатая глава. «Кинокран» (1990)
- Тринадцатая глава. «Автопортрет»1991)
- Четырнадцатая глава. «Сад» (1991)
- Пятнадцатая глава «Трактористы-2» (1992)

На основе смешения элементов из разных матриц созданы дополнительные главы:
- «Монолог» (1988)
- «Стоп-кадр» (1989)
- «Бал» (1989)
- «Актёр» (1989)
- «Никита» (1993)

В мае 2022 года состоялась премьера фильма «Сумасшедший принцип Трактористы два. Нонсенсорики» — уникального художественного проекта, созданного Борисом Юханановым во время съёмок фильма «Трактористы-2» (1992) при участии братьев Алейниковых и Мастерской Индивидуальной Режиссуры.

### «Параллельное кино»
В сотрудничестве с братьями Игорем и Глебом Алейниковыми (Москва) и Евгением Юфитом (Ленинград) в 1986 году Борис Юхананов основал кинематографическое движение «Параллельное кино», которое создавало фильмы вне системы государственного кинопроизводства. В это же время начал печататься самиздатовский журнал «Сине Фантом», где Юхананов выступал постоянным автором и входил в состав редколлегии.
Свои видеоэксперименты Юхананов осмысливал в теоретических статьях «Теория видеорежиссуры», «Фатальный монтаж», «У тебя в руках твоя голова», «Имаго-мутант» и др. Мифологизируя природу видео, режиссёр переосмысливал понятие монтажа, отказываясь от кинематографических принципов структурирования фильма. Родился новый метод работы и форма — «медленное видео». Например, в качестве альтернативы Юхананов предлагал непрерывное художественное мышление, «не текст, а речь, которая льётся, льётся, льётся, пытаясь выразить смысл». Принципиальным для режиссёра стал и пришедший из театра способ актёрской игры — непрерывное существование.

### Мастерская индивидуальной режиссуры (МИР)
В конце 1980-х режиссёр занимался новым проектом — организованной в 1988 сначала в Ленинграде, а потом в Москве Мастерской индивидуальной режиссуры (МИР). Позже были МИР-2 (1989), МИР-3 (1994), МИР-4 (2012), МИР-5 (2015), МИР-6 (2019), а в 2023 году состоялся набор в МИР-7. Возникнув как альтернатива государственной системе кино- и театрального образования, Мастерская не противопоставляла себя «официальному искусству», а, напротив, стремилась к снятию оппозиции между традицией и авангардом.
1987—1989 — режиссёр театра «Школа драматического искусства», Москва. В эти годы Юхананов с «Театром Театром» переехал в Москву, где на территории театра «Школа драматического искусства» поставил спектакль о рок-музыкантах по пьесе Алексея Шипенко «Наблюдатель». Этот спектакль стал опытом театрального романа о поколении 1980-х гг.
1988 — один из основателей Ленинградского свободного университета, совместно с Тимуром Новиковым, Сергеем Курёхиным, братьями Горошевскими, Ольгой Хрусталёвой, Дмитрием Волчеком и др. В рамках Свободного университета в 1988 году создал Мастерскую индивидуальной режиссуры и начал работу с группой МИР-1 (Ленинград). Педагогами МИР-1 стали братья Алейниковы, Андрей Кузнецов, Юрий Хариков, Евгений Чорба. Участники Мастерской работали над проектом «Лабиринт» по произведениям Борхеса. В Мастерской индивидуальной режиссуры Юхананов начал развивать интегральный подход к режиссуре, включающий в себя работу в театре, кино, видео, а также в области современного искусства.
1989—1991 — один из основателей и ректор Свободной академии (Москва), в рамках которой поставил спектакль «Октавия» по пьесе Сенеки и эссе Троцкого о Ленине. В спектакле приняли участие многие авангардные деятели Москвы, в том числе группа «Север», Екатерина Рыжикова, Александр Лугин, композитор Камиль Чалаев, Авдотья Смирнова, также ведущие актёры «Театра Театра» Никита Михайловский и Евгений Чорба, Мария Пыренкова, фотограф Илья Пиганов, модельер Ирэн Бурмистрова, Ирина Пиганова, Александр Петлюра и др. Премьера состоялась на открытии Свободной академии весной 1989 года.
1989 — организовал группу МИР-2 в Мастерской индивидуальной режиссуры (Москва) с которой начал осуществлять первый новомистериальный эволюционный проект «Сад». Главным в философско-художественной концепции театра для Юхананова стал перенос внимания с конкретного человека на «внечеловеческие», глобальные проблемы, создание новых мифологем на стыке аттракциона и ритуала. Он разрабатывал жанр мистерии, но в современном понимании, сближающем мистерию с перформансом. Основным его проектом в рамках МИР стал «Сад» — создание саморазвивающейся во времени сценической постановки (1990—2001). Исходная точка — пьеса А. Чехова «Вишнёвый сад», но проект Юхананова — скорее создание мифа о Саде, некоего всеобъемлющего произведения, в котором классический текст предстаёт в «сакрализованном» виде и перемежается зонами импровизации. Из мифа о неуничтожимом Саде и садовых существах вырастает целая стратегия эволюционирующего спектакля, пережившего 8 регенераций.
В МИР-2 Юхананов вырастил второе поколение режиссёров «параллельного кино», среди них — А. Дулерайн, С. Корягин, О. Столповская, В. Троицкий, А. Сильвестров, О. Хайбуллин, И. Колосова.
1993 — в сотрудничестве с хореографом Андреем Кузнецовым и художником Юрием Хариковым создал театр «Санкт-Петербургский маленький балет», где как режиссёр-постановщик осуществил два балетных спектакля «Цикады» и «Три грезы».
1994 — организовал группу МИР-3 в Мастерской индивидуальной режиссуры (Москва). Новомистериальный проект «Здравствуй и прощай, Дон-Жуан» (по пьесе Мольера «Дон-Жуан»).
В 1997 году мастерская открыла режиссёрско-актёрский курс на базе РАТИ ГИТИС.
С 1997 по 2002 год — руководитель режиссёрско-актёрского курса в РАТИ ГИТИС.
В 2012 году начались занятия в МИР-4, одним из ключевых принципов которой стало снятие противоречий между искусством академическим и современным, «мейнстримным» и «артхаусным», коммерческим и независимым.
Осенью 2012 года в Центре дизайна «ArtPlay» МИР-4 в формате открытых показов представил специальную программу «Разомкнутое пространство работы», в рамках которой были показаны режиссёрские работы участников МИР-4: сценические опыты и работа над короткометражными игровыми фильмами (отснятые материалы, сценарии, монтаж). Программа сценических опытов состояла из работ по тексту «Золотого осла» Апулея в переводе М. Кузмина, а также отрывков по произведениям многих писателей. В кинопрограмме была представлена работа над фильмами участников МИР-4 по теме «Плутовской роман».
Набор в «МИР-5» Юхананов проводил в 2015 году, подключив и новых студентов к работе над «Золотым ослом». В этот же год Мастерская приоткрыла двери для зрителя, проведя сессию показов студенческих работ. В мае 2016 года прошла первая открытая сессия «Золотого осла» уже в Электротеатре Станиславский. Показы шли сессиями по пять дней: в первой половине дня молодые режиссеры представляли свои эскизы (на языке проекта — «модули»), а Борис Юхананов комментировал и разбирал увиденное при зрителях. Вечером шли «композиции»: «Мохнатая», «Белая» и «Город», которые, в отличие от «модулей», уже были закреплёнными в своей структуре спектаклями.
В 2018 году МИР-5 представили собственный проект: коллективное сочинение выпускников Мастерской и актеров Электротеатра «Орфические игры. Панк-макраме» (2018), срежиссированное Борисом Юханановым. В основу лег миф об Орфее и Эвридике и две его вариации: пьесы Жана Кокто и Жана Ануя. А дальше пространство мифа подвергается бесконечным трансформациям. Из отдельных работ Юхананов «плетёт» сложный сценический текст, и в целом «Орфические игры» не поддаются жанровому определению. Это единое произведение в 33 актах, размещенных в 12 спектаклях, подобно пространству из 12 залов, на стены которых нанесены 33 фрески. Показы шли сессиями по шесть дней. Осенью 2019 года «МИР-5» выпустили уже другие работы, в рамках марафона «Опыты неадаптивного театра»: в течение целого месяца режиссеры и актеры Мастерской показывали свои сочинения на сцене Электротеатра.
В 2022 году уже шестое поколение МИР окончило обучение и представило проект МИР РИМ по «римским трагедиям» Шекспира — «Юлий Цезарь», «Антоний и Клеопатра», «Тит Андроник» и «Кориолан» — объединённые в сочинение из 21 спектакля. МИР РИМ состоит из трёх частей: Подмостки (11 вечеров), Дорога (4 вечера) и Элизиум (6 вечеров). Вместе с выпускниками МИР в проекте принимают участие и художники Школы дизайна НИУ ВШЭ под руководством Анастасии Нефедовой. Борис Юхананов и художник Иван Кочкарев сочинили композицию, собирающую воедино 21 постановку. Всего в проекте задействовано 120 человек. Проект продолжился в кинодиптихе «Интегральное исчисление», премьера которого состоялась 19 октября 2024 года, а также в сериале (на момент осени 2024 года — в стадии постпродакшена).
Осенью 2023 года состоялся набор в МИР-7. Седьмое поколение Мастерской занимается проектом «Кафка в Афинах», работают с романами «Процесс» и «Замок» Франца Кафки и пьесами античных авторов Аристофана, Еврипида, Софокла, Эсхила, Менандра. В апреле 2025 года состоялась премьера киноконцерта «Кафка в Афинах». Спектакль-программа в четыре вечера: опыт исследования алеаторики на территории компоновки и структурации.

### «Дауны комментируют мир»
В 1994—1997 гг. Юхананов осуществил в театре и на видео социокультурный проект «Дауны комментируют мир». Театрализованная игра «Поход за золотыми птицами», к которой режиссёр привлек людей с синдромом Дауна, вскоре выросла в масштабную акцию, которая, по словам Юхананова, предоставляет возможность увидеть мир сквозь сознание «другого» человека. В театральной части проекта актёры с синдромом Дауна стали «садовыми существами» и предстали мистериальными созданиями со счастливым сознанием, некими «Ангелами и Мужиками». В видеофильме «Неуправляемый ни для кого» (1995) они комментируют Евангелие.
В 1997 году режиссёр снял видеофильм «Да! Дауны…, или Поход за золотыми птицами».

### «Фауст»
В 1999 году Юхананов начал новый эволюционный проект-спектакль «Фауст» по первой части трагедии Гёте «Фауст», воплощённый в нескольких редакциях (в 2009 году на сцене театра «Школа драматического искусства» состоялась премьера последней, шестой, редакции спектакля). Премьера первой редакции «Фауста» проходила в 1999 в рамках фестиваля «Пушкин и Гёте» и длилась около шести часов. Позже спектакль, развиваясь внутри проекта, был сокращён до 3,5 часов, однако главный принцип долгое время оставался неизменным: актёры, играющие Фауста и Мефистофеля, меняются местами, они двойники, взаимные alter ego. Для спектакля «Фауст» Юхананов разработал новый миф — миф о божественной пьесе, срежиссированной Творцом ради пробуждения человеческой души.
В 2008 году в театре «Школа драматического искусства» совместно с Игорем Яцко создал «Лабораторию игровых структур „Фауст“». Работа в «Лаборатории», во время которой режиссёры разбирали совместно с актёрами текст Гёте и организовывали серии показов сцен из «Фауста», стала частью репетиционного процесса постановки. После премьеры спектакля «Лаборатория „Фауст“» завершила свою работу.
В 2018 году издательство Электротеатра Станиславский представило книгу «Проект „Фауст“» в серии «Театр и его дневник».

### «Недоросль»
В 1999 году на сцене Русского драматического театра Литвы (Вильнюс) Юхананов поставил «Недоросля» Фонвизина. Постановка явилась опытом реконструкции реконструкции. В этой работе Юхананов обратился к монументальному изданию Юрия Эрастовича Озаровского 1911 года — «театральному пособию с режиссурой, постановкой, костюмами, гримом, декорациями пьесы Д. Фонвизина „Недоросль“». В этом издании Озаровским была осуществлена подробнейшая реконструкция императорского типа спектакля XVIII века. Взяв за основу планировки XVIII века, реконструированные Озаровским специально для книги, Юхананов связал в одном спектакле три исторических времени: эпоху Просвещения, Серебряный век русского театра и наступающую Россию нулевых. В 2017 году в Электротеатре Станиславский состоялась презентация книги «Недоросль» серии «Театр и его дневник».

### «Повесть о прямостоящем человеке»
В 2002 году Юхананов создал Лабораторию ангелической режиссуры (ЛАР), в которую вошла группа выпускников его «ГИТИСовского» актёрско-режиссёрского курса Петр Кудрявцев, Оксана Марченко, Елизавета Стишова, Дмитрий Емельянов, а также Дмитрий Милаков, Оксана Великолуг и Александр Белоусов. В рамках ЛАР в 2004 году Юхананов поставил спектакль «Повесть о прямостоящем человеке». Премьера состоялась в 2004 году на сцене театра «Школа драматического искусства». Для этой постановки сакральная гимнастика графа фон Ботмера, являющаяся особой техникой движений, состоящей из 36 упражнений, источник которых в древних ритуалах античности, где раскрывается план взаимодействий между собой микро- и макрокосмоса, при помощи аналитических штудий, разработанных в Лаборатории, была раскрыта как драматическая «Повесть о прямостоящем человеке». «Прямостояние» здесь — это источниковая позиция каждого движения, обеспечивающая сакральную вертикаль.
Одной из героинь «Повести…» стала парализованная и лишенная возможности говорить Оксана Великолуг, присутствующая на сцене в инвалидной коляске. В спектакль включен её театральный манифест о «Театре радости» и её дневниковые записи, проецируемые на экран. Сама Великолуг живым комментарием, создающимся прямо перед зрителями на экране, сопровождала каждый спектакль. В 2004 году была издана книга «Повесть о прямостоящем человеке», посвященная проекту, а в 2018 году она была переиздана издательством Электротеатра Станиславский в серии «Театр и его дневник».

### «ЛабораТория»
Одновременно с Лабораторией ангелической режиссуры в 2002 году совместно с Григорием Зельцером Юхананов создал «ЛабораТорию» — экспериментальную мастерскую по изучению текстов Торы при помощи театрального искусства, где в рамках своеобразной формы семинара-репетиции начал исследовать отношения священного и игрового. В 2007 году прошла премьера спектакля «ЛабораТория. Голем. Венская репетиция». С 2007 года время спектакль развился в семидневный театральный сериал под названием «ЛабораТория. Голем». В процессе этой работы была создана одноимённая пьеса. В 2009 году «ЛабораТория» составила и издала «Книгу отражений», в которую вошло полное собрание отзывов зрителей и СМИ, фотографий с 2007 по 2009 г., посвящённых спектаклю «ЛабораТория. Голем». В 2017 году издательство «Театр и его дневник» представило издание «Голем» из восьми томов, где «Книга отражений» стала восьмым томом.

### «Назидание»
В название этого проекта вписано имя одного из самых знаменитых футболистов мира Зинедина Зидана. Отправной точкой проекта стал один из самых трагических моментов Чемпионата мира по футболу 2006 года: роковой удар Зидана головой в грудь Марко Матерацци в финальном матче между Италией и Францией 9 июля. Зидан получил красную карточку и был удален с поля, сборная Франции была вынуждена играть без одного из сильнейших футболистов и в итоге потерпела поражение. Несмотря на известные не только футбольным фанатам, но и всему миру имена главных героев, эта «киномистерия» не совсем о футболе. Борис Юхананов переносит события из спортивно-новостной зоны в область мифологического, а конфликт игроков представляет как встречу неких роковых сил. В этой художественной парадигме масштабное соревнование становится трибуной и для трансляции посланий Всевышнего человечеству.
Проект включает в себя три основных направления: одноименный фильм в жанре документального блокбастера (2,5-часовая версия) и видео-роман в 7,5 часов); масштабную инсталляцию и спектакль-балет. Каждое из них трактует произошедшее на поле берлинского стадиона в июле 2006-го в мистериальном ключе. Премьера фильма «Назидание» (короткой версии) состоялась летом 2017 года на 70-м международном кинофестивале в Локарно (Швейцария) во внеконкурсной программе. «Назидание» — эволюционный проект, в настоящее время приоткрытый широкой публике лишь одной своей стороной, фильмом.

## Электротеатр Станиславский
В 2013 году Борис Юхананов возглавил МДТ им. К. С. Станиславского и приступил к глобальной реформации театра и превращению его в Электротеатр Станиславский. На протяжении двух лет театр был закрыт для зрителей, а внутри производилась масштабная реконструкция пространства, проект для которого Юхананов разрабатывал вместе с архитектурным бюро Wowhaus. Был сформировал новый репертуар и приглашены режиссёры международного уровня: Ромео Кастеллуччи, Хайнер Геббельс, «Теодорос Терзопулос (его спектаклем Вакханки» по пьесе Еврипида и открылся театр), Наталья Менендес. На сцене Электротеатра поставили спектакли и многие российские режиссеры: Константин Богомолов, Филипп Григорьян, Борис Павлович, Марфа Горвиц, Александр Зельдович, Александр Огарёв и другие.
Первым спектаклем самого Бориса Юхананова на сцене Электротеатра Станиславский стала трилогия «Синяя птица». Также в театре были осуществлены его новопроцессуальные проекты с участием Мастерской индивидуальной режиссуры: «Золотой осел», «Орфические игры», «Опыты неадаптивного театра», «МИР РИМ». В 2015 году режиссёр поставил новую редакцию спектакля «Стойкий принцип» (часть совместного проекта России и Испании «Кальдерон Дуо»), а в 2019 году состоялась премьера диптиха «Пиноккио» по пьесе Андрея Вишневского.
С приходом Бориса Юхананова на пост художественного руководителя Электротеатр стал и местом притяжения новой академической музыки. За это время театр представил семь оперных проектов с командой выдающихся современных композиторов: Дмитрий Курляндский, Борис Филановский, Алексей Сюмак, Сергей Невский, Алексей Сысоев, Владимир Раннев, Кузьма Бодров, Кирилл Чернегин, Павел Карманов, Владимир Горлинский, Дарья Звездина, Александр Белоусов, Кирилл Широков и другие. Сам Юхананов поставил пятичастный оперный сериал «Сверлийцы» (2016), «Галилео. Опера для скрипки и ученого» (2017), «Октавия. Трепанация» (2019) и четырехчастный оперный сериал «Нонсенсорики Дримса» (2022). Также в репертуаре есть оперы в постановке самих композиторов: «Проза» Владимира Раннева, «Маниозис-1» и «Маниозис-2» Александра Белоусова.
Электротеатр под руководством Юхананова стал уникальным пространством, открытым для посетителей весь день: в нём проходят выставки и перформансы (среди них, например, проект Кэти Митчелл «Пять истин» совместно с британским «Музеем Виктории и Альберта»; трёхканальная инсталляция «Тающий апокалипсис», придуманная Юханановым в соавторстве с художницей Еленой Коптяевой как отражение индивидуальностей трёх художников: в ней режиссёры Хайнер Гёббельс, Теодорос Терзопулос и Ромео Кастеллуччи вступают в диалог с Борисом Юханановым, одновременно нанося кисточкой воду на небольшую каменную доску), проводятся научные конференции и презентации книг, кинопоказы и концерты. С 2016 по 2019 год дважды в месяц выходила авторская программа Бориса Юхананова «Электротеатр у микрофона», в которой режиссёр беседовал с известными философами, культурологами, композиторами, режиссёрами, художниками и актёрами. Всего программа насчитывает 77 выпусков.
Борис Юхананов создал внутри театра собственное издательство, выпустившее десятки книг, среди которых и книги самого режиссера («Недоросль», «Голем», «От „Театра-Театра“ до „Сада“», «Проект „Фауст“» и другие), и впервые переведённые на русский язык зарубежные труды — такие как «Эстетика отсутствия» Хайнера Геббельса, «Возвращение Диониса» Теодороса Терзопулоса, «Я — ошибка» Яна Фабра и другие.

Электротеатр регулярно представляет как новые имена — Малая сцена стала местом дебютов молодых режиссёров — так и проводит внутренние лаборатории высочайших мастеров: например, лаборатория «Варвары» под руководством Анатолия Васильева (работа началась в 2016 году, а в 2023 зрителю был показан один из её этапов под названием «Горький опыт. Чудаки»).
«Борису Юхананову за четыре года все-таки удалось построить свой отдельно взятый город-сад. Теперь в комплекс Электротеатра входят отреставрированное историческое здание, современная Малая сцена-трансформер и уютный театральный двор между ними, где будут проходить концерты, выставки, кинопоказы, лекции и спектакли. <…> Там, где стояли какие-то гаражи и бытовки — теперь современный open-air a la Авиньон: летняя сцена, зрительские ряды и опоясывающие двор, красиво подсвеченные галереи. Все в современном лаконичном стиле…» (Марина Шимадина, «Театрал»)

## Проекты
- «Сумасшедший принц». Видеороман в тысячу кассет, к которому Борис Юхананов приступил в 1986 году. На данный момент смонтировано шесть глав («Особняк», «Игра в ХО», «Эсфирь», «Фассбиндер», «Японец» и «Трактористы два Нонсенсорики»), остальные существуют в виде «матриц».
- «Сад». Первый масштабный проект, в котором Юхананов начал разрабатывать и уточнять стратегию новой процессуальности. Проект существовал в форме театрального спектакля, кино- и видеоработ, инсталляций и арт-объектов, жизнетворческих игр и публичных акций. С 1999 по 2001 год прошёл восемь «регенераций» (версий).
- «Дауны комментируют мир». Проект был инициирован Юханановым в 1994 году. Люди с синдромом Дауна играли в одной из регенераций «Сада» и создавали собственные сочинения, отраженные в фильмах «Неуправляемый ни для кого», «Да! Дауны… Или поход за золотыми птицами».
- «Фауст». В 1996 году в Центре современного искусства родилась акция «Фауст-арт», в рамках которой Борис Юхананов предложил перечитать текст Гете на видеокамеру ярким персонажам арт-сообщества того времени. Следующая стадия проекта воплотилась в проекте «Кристалл», а с 1998 года Юхананов работал над спектаклем «Фауст». В 2009 году была сыграна его шестая редакция.
- «Кристалл». Начался в Киевском центре современного искусства «ДАХ» в 1997 году. Проект сверкал четырьмя гранями, каждая из которых располагалась в пространстве конкретного текста: первая грань — «Книга Иова», вторая — «Стойкий принц» Кальдерона, третья — «Фауст» Гёте и четвертая — «Этюды о любви». Пересечения фабул двух великих европейских драматических текстов со священным текстом «Книги Иова» и современными любовными историями образовали сияние этого кристалла.
- «Дворец». Путь к этому проекту проложила работа над пьесой Мольера «Дон Жуан», к которой Юхананов с МИР-3 приступил еще в 1994 году. А в 1998 участники создали ряд спектаклей, которые по замыслу образовывали образ некоего «дворцового репертуара». В этих опытах было важно провести сквозные нити, осознать, каким образом один «дворцовый» спектакль (от Мольера и Шекспира до Мисимы и Достоевского) перекликается с другим.
- «Театр и его дневник». Работа над проектом началась в 2001 году, он включает три направления: «Археология», «Стойкий Принц», «Ботмеровская гимнастика». Важная часть проекта — цикл книг и мультимедийных продуктов одноименной серии издательства. Центральным элементом здесь становится творческий и личный дневник режиссёра, созданный в момент работы над представленным спектаклем.
- «ЛабораТория». Исследовательский проект, существовавший с 2002 по 2009 год и связанный с изучением священных иудейских текстов, в частности проблематики отношений Творца и творения и возможностей театральной игры. Одной из стадий проекта (с 2007 года) стала работа над пьесой Гальперна Лейвика «Голем».
- «ЛАР» (Лаборатория ангелической режиссуры). Создана в 2002 году с актёрско-режиссёрским курсом Юхананова в РАТИ ГИТИС, центральным её проектом стала «Повесть о прямостоящем человеке».
- «Сверлийский проект». Работа началась в 2009 году, проект включил в себя оперную постановку «Сверлийцы» (I часть), премьера которой состоялась в Центре дизайна «ArtPlay» 2 декабря 2012 года, бук-арт роман-оперу «Сверлийцы», сверлийскую графику и арт-объект «Тюфяки». Проект продолжился уже в Электротеатре Станиславский пятичастным оперным сериалом «Сверлийцы», премьера состоялась в 2015 году. Партитуры написали шесть композиторов: Дмитрий Курляндский, Борис Филановский, Сергей Невский, Алексей Сысоев, Алексей Сюмак и Владимир Раннев.
- «Назидание» — проект о футболе, включающий документальную киномистерию, инсталляции, балет. Отправной точкой для «Назидания» стал удар Зинедина Зидана головой в грудь Марко Матерацци в финальном матче чемпионата мира по футболу 2006. Премьера фильма состоялась в 2017 году в Швейцарии.
- «Стойкий принцип» — спектакль в «трёх актах, двух кладбищах и одном концерте», где в изощрённом узоре барочной композиции сплелись драма Кальдерона «Стойкий принц» и пьеса Пушкина «Пир во время чумы». Премьера состоялась 25 мая 2013 года на сцене театра «Школа драматического искусства», а в 2016 году Юхананов поставил новую версию в Электротеатре.
- «Синяя птица» — десятичасовой спектакль, идущий в три вечера, в котором известный сюжет Мориса Метерлинка переплетается с воспоминаниями двух актеров — Владимира Коренева и Алефтины Константиновой (Тильтиля и Митиль). После ухода из жизни Владимира Коренева спектакль вышел в новой версии как посвящение актеру и стал называться «Синяя птица. Реквием».
- «Золотой осёл. Разомкнутое пространство работы» шёл сессиями с 2017 года. Каждый из пяти дней «Золотого осла» состоял из дневных показов «модулей» — то есть самостоятельных работ участников проекта, которые могут быть представлены фрагментарно, могут в любой момент быть остановлены Юханановым и публично им прокомментированы; и композиций — это готовые спектакли, построенные из сцен-эпизодов, в которых текст романа сочетается с комментарием участников действия. Позже композиции «Золотого осла» показывались отдельно, без блока модулей, и в январе 2022 года были сыграны на сцене Электротеатра в последний раз.
- «Галилео. Опера для скрипки и учёного». Партитура написана пятью композиторами: Сергеем Невским, Кузьмой Бодровым, Дмитрием Курляндским, Кириллом Чернегиным и Павлом Кармановым и посвящена разным аспектам деятельности Галилея. Роль учёного в постановке исполняет российский физик и математик Григорий Амосов.
- «Октавия. Трепанация». Опера, поставленная к столетию революции 1917 года, копродукция с Holland Festival. Название «Октавия» уже встречалось в творчестве Бориса Юхананова: в 1989 году он осуществил спектакль-перформанс с группой «Театр-Театр». Это разные работы. В июне 2017 года на сцене театра Muziekgebouw в Амстердаме состоялась премьера оперы «Октавия. Трепанация». Для либретто режиссёр взял за основу фрагменты пьесы Сенеки об императоре Нероне и эссе Льва Троцкого о Ленине, а композитор Дмитрий Курляндский создал сложную музыкальную партитуру на основе социалистических гимнов и записей речей Ленина. Опера исполнялась на разных сценических площадках мира. С 5 по 8 октября 2017 года в итальянском городе Виченца на сцене легендарного Teatro Olimpico прошло четыре показа — в этих спектаклях сценографически была обыграна уникальная архитектура театрального здания, спроектированного Андреа Палладио в XVI веке.
- «Орфические игры. Панк-макраме» новопроцессуальный проект Электротеатра на основе мифа об Орфее. Единое произведение в 33 актах, размещенных в 12 спектаклях, подобно пространству из 12 залов, на стены которых нанесены 33 фрески.
- «Пиноккио». Театральный диптих по пьесе Андрея Вишневского, идущий на сцене Электротеатра в два вечера: «Лес» и «Театр». Проект также включает серию графических работ «Пинографика» и фильм-трилогия «Безумный ангел Пиноккио», премьера которого состоялась в марте 2023 года в рамках фестиваля Каро-Арт.
- «Катабасис. Бесы» по роману Ф. М. Достоевского «Бесы». Одноимённый спектакль был поставлен в театре немецкого города Котбус в 2021 году. В России проект был представлен в виде инсталляции «Чемоданы Бориса Юхананова», а затем выставки из 86 графических работ (В 2021 году в рамках фестиваля NET).
- «МИР РИМ» — проект Электротеатра и Мастерской индивидуальной режиссуры (МИР-6) по «римским трагедиям» Шекспира. Включает сочинение из 21 спектакля, сериал «Интегральное исчисление» (сейчас в стадии постпродакшена) и одноименный фильм из двух частей: «Узоры Интеграла» и «Гелиогабал».
- «Книга висячих садов» — спектакль-променад по вокальному циклу Арнольда Шёнберга на стихи Стефана Георге. Показы состоялись в московской галерее Collector весной 2023 года.
- «Нонсенсорики Дримса». Поэма Бориса Юхананова «Нонсенсорики Дримса» сопряжена с серией фотоживописи «Перелет букв из Тель-Авива в Иерусалим». Весной 2013 года проект впервые был представлен публике и был приурочен к премьере спектакля Бориса Юхананова «Стойкий принцип». В фойе театра «Школа драматического искусства» открылась экспозиция фотоживописи и прошла презентация первого издания поэмы. В ноябре 2015 года арт-проект был воссоздан перед премьерой новой версии спектакля «Стойкий принцип» в Электротеатре Станиславский. В 2022 году состоялась премьера оперы Юхананова «Нонсенсорики Дримса» из четырех сочинений современных композиторов: Дарьи Звездиной, Александра Белоусова, Владимира Горлинского и Кирилла Широкова.
- «Архивирование будущего». Новопроцессуальный проект Бориса Юхананова, который приоткроет широкой публике доступ к уникальным материалам, связанным с более чем тремя десятилетиями творческой деятельности. Первая публичная презентация проекта состоялась в 2017 году, а также представлен в открытом доступе архив режиссёра. Одним из векторов «Архивирования будущего» стал проект «Прогулки по маршруту в сторону новой процессуальности», инициированный Юханановым в 2024 году. Он включал в себя ряд публичных мероприятий: фотовыставки, инсталляции, кинопоказы и серию встреч со зрителями.
- «Пик Ник или Сказки Старого ворона». Фэнтези про путешествие Ангелов на Землю, развернутое в трёх спектаклях и представляющее собой многослойное сочинение. В центре действия находятся четыре актрисы Электротеатра: Мария Беляева, Алла Казакова, Ирина Савицкова и Мария Чиркова. Сюжет повествует о том, как Творец, принявший облик Старого ворона, отправляет небесных Ангелов в путешествие по Городу миражей, во время которого они должны воплотиться в земных женщин — театральных актрис, получить знание о театре и жизни и разыграть пьесу о любви.
- «Кафка в Афинах». Совместный проект МИР-7 и Электротеатра, работу над которым Борис Юхананов начал в 2023 году. В апреле 2025 года состоялась премьера киноконцерта «Кафка в Афинах»: спектакль-программа в четыре вечера. Музыкальным руководителем проекта и автором хоровых картин выступила композитор Ольга Бочихина, музыкальным консультантом — Фёдор Софронов[46].

## Театральные постановки
- 1986 — «Хохороны» на основе произведений Чехова, Уильямса, Славкина, газетных статей (Санкт-Петербург)
- 1986 — «Мон Репо» на основе произведений Набокова, Бродского, Мольера и оригинальной легенды Юхананова и Харикова (Москва — Санкт-Петербург)
- 1986 — «Мизантроп» по пьесе Мольера (Москва — Санкт-Петербург)
- 1987 — «СПИД во время чумы». Театральный перформанс. «Театр Театр», «Пост-Театр»
- 1987 — «Вертикальный взлет» в сотрудничестве с группой «Чемпионы мира» (Москва)
- 1988 — «Наблюдатель» по пьесе Алексея Шипенко, премьера в театре «Метрополь», в программе Berlin Festspiele (Западный Берлин). 1987 в театре «Школа драматического искусства» (Москва)
- 1989 — «Октавия» на основе произведений Сенеки, Льва Троцкого. (Москва)
- 1990 — «Принципы Чучхе», МИР-2 (Москва)
- 1990 — «Сад: 1-я регенерация», МИР-2, Мистерия в Кратово
- 1990 — «Ч/Б», МИР-2 (Москва)
- 1991 — «Сад: 1-я регенерация», МИР-2, галерея «Оранжерея» (Москва)
- 1992—1993 — «Сад: 2-я регенерация», МИР-2, пятидневная программа в здании московского детского сада
- 1993 — Балет «Цикады». Театр «Санкт-Петербургский маленький балет», балетмейстер А. Кузнецов-Вечеслов. Премьера в Эрмитажном театре (Санкт-Петербург)
- 1994 — Балет «Три грёзы». Театр «Санкт-Петербургский маленький балет», балетмейстер А. Кузнецов-Вечеслов. Премьера в Эрмитажном театре (Санкт-Петербург)
- 1994 — «Сад: 3-я регенерация», МИР-2. Премьера состоялась в Майкл Холл, Форест Роу, Лондон, фестиваль-семинар Михаила Чехова, спектакль был показан в «Саусворк Плейхауз» (Лондон), в театре «Школа драматического искусства» (Москва)
- 1995 — «Сад: 4-я регенерация», МИР-2, Центр Современного Искусства (Москва); премьера состоялась в Государственном Академическом Театре им. Моссовета; спектакль был показан в «Черч Хилл Театр», Эдинбургский фестиваль; на Международном фестивале «КУКART-95» (Санкт-Петербург)
- 1991—1996 — «Жанр, драматическая игра», МИР-2. Премьера состоялась в галерее «Оранжерея» (Москва). Спектакль игрался в детском саду на Чеховской, в Центре современного искусства, в театре «Школа Драматического Искусства» (Москва)
- 1995—1996 — «Здравствуй и прощай, Дон Жуан» на основе пьесы Ж.-Б. Мольера, МИР-3, Центр современного искусства (Москва). Премьера состоялась на Международном фестивале «КУКART-95» (Санкт-Петербург). Спектакль игрался в театре «Школа Драматического Искусства» (Москва)
- 1996 — «Чайка» по А. Чехову, МИР-2, театр «Школа драматического искусства» (Москва)
- 1996 — «Сад: 5-я регенерация», МИР-2, театр «Школа драматического искусства» (Москва)
- 1997 — «Сад: 6-я регенерация», фестиваль «Школа», Театр драмы и комедии (Киев)
- 1998 — Новомистериальный проект «Кристалл», Центр театрального искусства «ДАХ» (Киев)
- 1998 — Новомистериальный проект «Стойкий принц», актёрско-режиссёрский курс РАТИ ГИТИС (Москва)
- 1998 — «Сад: 7-я регенерация», МИР, премьера на фестивале «По направлению к школе» в рамках проекта «Сад», Театр-музей В. Высоцкого (Москва)
- 1998 — Королевская репетиция «Дон Жуан», МИР. Премьера на фестивале «По направлению к школе» в рамках проекта «Дворец», Театр-музей В. Высоцкого (Москва)
- 1998 — «Маркиза де Сад» по Ю. Мисиме, МИР, премьера на фестивале «По направлению к школе» в рамках проекта «Дворец», Театр-музей В. Высоцкого (Москва)
- 1999 — «Фауст» по И. В. Гёте, спектакль на фестивале «Пушкин и Гёте», МТЮЗ (Москва). Премьера состоялась при дружеской поддержке Института Гёте
- 1999 — «Фауст: 2-я редакция». Российский Академический Молодежный Театр (Москва)
- 1999 — «Недоросль» по Д. И. Фонвизину, Русский Драматический Театр Литвы, Вильнюс. Участвовал во Втором Фестивале Русских Театров Стран СНГ и Балтии (Санкт-Петербург, 2000). В 2001 году был представлен в рамках третьей Международной театральной Олимпиады в Москве
- 2001 — Работа над проектом «Театр и его дневник», включающим три направления: «Археология», «Стойкий Принц», «Ботмеровская гимнастика»
- 2001 — "Фауст: 3-я редакция. МИР и продюсерский центр «Позитив». Премьера 15 марта 2001 г. в Театре им. Станиславского (Москва) в рамках третьей Международной театральной Олимпиады.
- 2001 — «Сад: 8-я регенерация». Спектакль показан в театрально-культурном Центре им. Вс. Мейерхольда в рамках третьей Международной театральной Олимпиады (Москва)
- 2002 — Премьера 4-й редакции «Фауста» в МДТ им. К. С. Станиславского
- 2002 — «Подсолнухи». Спектакль показан на фестивалях: «Балтийский дом», «Славянский базар», «Сибирский транзит», «Камерата» и др.
- 2003 — Премьера 5-й редакции «Фауста» в театре «Школа драматического искусства» (Москва)
- 2004 — «Повесть о прямостоящем человеке». Театр «Школа драматического искусства» (Москва)
- 2005 — «Диаспорическая симфония». ЛабораТория (Москва)
- 2005—2006 — «Марафон», ЛабораТория (Москва)
- 2007—2011 — Спектакль-проект «ЛабораТория. Голем» (театр «Школа драматического искусства»). Показан на фестивалях «Тикун Олам» (Вена, 2007) и «ГОГОЛЬfest» (Киев, 2008)
- 2009 — Премьера спектакля "Фауст: 6-я редакция (театр «Школа драматического искусства»)
- 2013 — Премьера спектакля «Стойкий принцип» (совместная постановка театра «Школа драматического искусства» и МИР-4)
- 2015 — Трилогия «Синяя птица» по пьесе Мориса Метерлинка и воспоминаниям Владимира Коренева и Алефтины Константиновой. Премьера состоялась на сцене Электротеатра Станиславский
- 2015 — Вторая редакция спектакля «Стойкий принцип» (Электротеатр Станиславский)
- 2016 — «Золотой осёл. Разомкнутое пространство работы» (совместный проект Электротеатра и МИР-4)
- 2018 — «Орфические игры. Панк-макраме». (Электротеатр Станиславский)
- 2019 — «Октавия. Трепанация». Российские премьерные показы состоялись 17, 18, 19 октября на сцене Электротеатра Станиславский в рамках фестиваля «Территория»
- 2019 — «Пиноккио». Диптих по пьесе Андрея Вишневского идёт в два вечера: «Лес» и «Театр». Премьера состоялась на сцене Электротеатра Станиславский в рамках фестиваля NET (Новый европейский театр) с 21 по 24 ноября
- 2021 — «Катабасис. Бесы» по роману Ф. М. Достоевского «Бесы». Премьера состоялась на сцене театра города Котбус (Германия)
- 2021 — «Синяя птица. Реквием». Новая редакция трилогии «Синяя птица», посвящение Владимиру Кореневу
- 2022 — «МИР РИМ», новопроцессуальный проект Бориса Юхананова и Мастерской индивидуальной режиссуры (МИР-6) по «римским трагедиям» Шекспира — «Юлий Цезарь», «Антоний и Клеопатра», «Тит Андроник» и «Кориолан» — объединённым в сочинение из 21 спектакля
- 2022 — опера «Нонсенсорики Дримса». Проект по тексту поэмы Бориса Юхананова из четырёх опер современных композиторов: Дарьи Звездиной, Александра Белоусова, Владимира Горлинского и Кирилла Широкова
- 2023 — спектакль-променад «Книга висячих садов», российская премьера сценической версии вокального цикла Арнольда Шёнберга на стихи Стефана Георге. В рамках выставки «Всеобщий язык» Государственного музея изобразительных искусств имени А. С. Пушкина
- 2025 — «Пик Ник или Сказки Старого ворона». Премьера проекта состоялась в марте 2025 года на сцене Электротеатра Станиславский[47]. Это фэнтези про путешествие Ангелов на Землю, развёрнутое в трёх спектаклях («Город миражей», «Никогда», «Прибытие») и представляющее собой многослойное сочинение
- 2025 — «Кафка в Афинах». Совместная программа МИР-7 и Электротеатра Станиславский — это опыт исследования алеаторики на территории компоновки и структурации. Режиссёр-постановщик программы — Борис Юхананов

## Оперные постановки
- 2012 — «Сверлийцы», часть I. Композитор — Дмитрий Курляндский. Премьера в Центре дизайна «ArtPlay» 2 декабря 2012 года.
- 2015 — Оперный сериал «Сверлийцы» из пяти частей по роману Бориса Юхананова на музыку шести композиторов. Электротеатр Станиславский, Москва.
- 2017 — «Галилео. Опера для скрипки и учёного». (Театральный двор Электротеатра Станиславский.)
- 2017 — «Октавия. Трепанация». Совместный проект Электротеатра и Holland festival. Премьера состоялась в рамках основной программы фестиваля на сцене театра Muziekgebouw в Амстердаме.
- 2019 — «Октавия. Трепанация». Российская версия. Премьерные показы состоялись 17, 18, 19 октября на сцене Электротеатра Станиславский в рамках фестиваля «Территория».
- 2022 — «Нонсенсорики Дримса». Проект по тексту поэмы Бориса Юхананова из четырёх опер современных композиторов: Дарьи Звездиной, Александра Белоусова, Владимира Горлинского и Кирилла Широкова. Электротеатр Станиславский, Москва.

## Кино и видео работы
- 1983 — «Игрушка». Короткометражный фильм, 35 мм, оператор Владимир Брыляков.
- 1986 — «Особняк», 1-я глава видеоромана в 1000 кассет «Сумасшедший принц». В настоящее время готовится заключительная вариация.
- 1986 — «Обратная перспектива», по статье П. Флоренского «Обратная перспектива». В настоящее время готовится заключительная вариация.
- 1986 — «Кафе». В настоящее время готовится заключительная вариация.
- 1987 — «Игра в ХО», 2-я глава видеоромана в 1000 кассет «Сумасшедший принц».
- 1988 — «Сумасшедший принц Фассбиндер», 3-я глава видеоромана в 1000 кассет «Сумасшедший принц».
- 1988 — «Гамлет», 4-я глава видеоромана в 1000 кассет «Сумасшедший принц». В настоящее время готовится заключительная вариация.
- 1988 — «Сумасшедший принц Эсфирь», 5-я глава видеоромана в 1000 кассет «Сумасшедший принц».
- 1988 — «Театр-Театр». Платон. Диалоги.
- 1988 — «Сны королевы».
- 1988 — «Автопортрет». Вставная глава видеоромана в 1000 кассет «Сумасшедший принц».
- 1989 — «Фотограф». Вставная глава видеоромана в 1000 кассет «Сумасшедший принц».
- 1989 — «Кинг Конг».
- 1989 — «Интервью». Вставная глава видеоромана в 1000 кассет «Сумасшедший принц».
- 1989 — Фильм о «Театре-Театре».
- 1989 — «Сумасшедший принц Актёр», 8 глава видеоромана в 1000 кассет «Сумасшедший принц». В настоящее время готовится заключительная вариация.
- 1989 — «Крылья» по роману Кузмина «Крылья», 9 глава видеоромана в 1000 кассет «Сумасшедший принц». В настоящее время готовится заключительная вариация.
- 1989 — «Октавия», 10 глава видеоромана в 1000 кассет «Сумасшедший принц». В настоящее время готовится заключительная вариация.
- 1989 — «Зоопарк».
- 1990 — «Сумасшедший принц Годар», 11 глава видеоромана в 1000 кассет «Сумасшедший принц».
- 1990 — Фильм-спектакль «Кратово». В настоящее время готовится заключительная вариация.
- 1990 — Фильм-дайджест по Свободной Академии (целиком включает в себя фильм о «Театре-Театре»).
- 1992 — «Сумасшедший принц Никита», 12 глава видеоромана в 1000 кассет «Сумасшедший принц».
- 1995 — «Неуправляемый ни для кого», видеофильм.
- 1996 — Фильм-спектакль «Сад. 5-я регенерация».
- 1997 — Видеофильм «Да! Дауны…».
- 1997 — «Дзенбоксинг», продюсер, соавтор сценария художественного фильма.
- 2005 — Фильм-спектакль «Сад. 8-я регенерация».
- 2007 — Документальная видеомистерия «Назидание» (начало работы над фильмом в 2007 году, дата премьеры уточняется).
- 2011 — «Branded» (в российском прокате — «Москва 2017»), кинофильм (США—Россия), исполнительный продюсер.
- 2011 — «Шапито-шоу» (режиссёр С. Лобан), продюсер.
- 2017 — «Назидание». Премьера состоялась в рамках 70-го международного кинофестиваля в Локарно (Швейцария).
- 2017 — «Тающий апокалипсис», трёхканальная видеоинсталляция (50 мин., 58 мин., 50 мин.) в соавторстве с художником Еленой Коптяевой с участием представителей современного театра: Ромео Кастеллуччи, Хайнера Гёббельса и Теодороса Терзопулоса.[48]
- 2020 — Фильм-сериал «Синяя Птица. Трансформация», сорежиссёр и продюсер. Сорежиссёры: Марина Максимик и Евгений Похис. В процессе разработки.
- 2022 — Фильм-трилогия «Безумный ангел Пиноккио».
- 2024 — Кинодиптих «Интегральное исчисление». Часть 1: «Узоры Интеграла», Часть 2: «Гелиогабал».
- 2024 — сериал «Интегральное исчисление». Первый сезон был показан летом 2024 в музее Garage в рамках проекта «Прогулки по маршруту». Остальные сезоны сейчас в стадии постпродакшена. Также при поддержке Бориса Юхананова было снято несколько фильмов о его проектах учениками разных поколений Мастерской индивидуальной режиссуры: «Путешествие сквозь апокалипсис» о проекте «Фауст», 2013 год, режиссер Евгений Похис; «Духовный инстинкт» о проекте «ЛабораТория», 2008—2013, режиссёр Евгений Похис; «Голем» о проекте «ЛабораТория», 2007 год, режиссёр Александр Белоусов; «Сфера» о Кратовской мистерии, 2017 год, режиссёр Клим Козинский; «Жанр» о драматической игре «Жанр», 2017 год, режиссёр Клим Козинский.

## Телевизионные постановки
- 1989 — Телепрограмма о независимом российском видео для венгерского телевидения.
- 1990 — «Поп-культура» — телешоу, Телекомпания «Мост», Россия.
- 1995 — «No budget» — специальная рубрика для телепрограммы «Кинематограф» (более 10 программ), ОРТ (1 канал).
- 1996 — «Москва XX век», 2-серийный художественно-документальный фильм по произведению А. Белого «Котик Летаев».
- 1999 — Проект «ИНДУКТИВНОЕ TV» «Народный сериал» продюсер, автор сценария, режиссёр.
- 2003 — «Голод», режиссёр-постановщик реалити-шоу. Берлин — Москва.
- 2009 — «Мистические путешествия», художественный руководитель, продюсер, канал «ТНТ».

Телероман «Назидание» (в процессе разработки).

## Книги
- 2000 — «Московский дневник». Книга: графика и поэма в трёх частях с эпилогом. Часть 1: Игра в ХО (1987); Часть 2: Смерть Пижона (1995); Часть 3: Книга Пребывания (1999).
- 2012 — «Сверлийцы». Роман-опера. Издательство Электротеатра Станиславский. Серия «Театр и его дневник»
- 2013 — «Стойкий принцип. Фотоальбом». Издательство Мастерской индивидуальной режиссуры
- 2015 — «Нонсенсорики Дримса». Издательство Электротеатра Станиславский
- 2015 — «Синяя Птица. Воспоминания для спектакля». Соавторы: Владимир Коренев, Алефтина Константинова. Издательство Электротеатра Станиславский
- 2015 — «Сверлийцы». Book art подарочное издание в коробке с графикой Бориса Юхананова. Издательство Электротеатра Станиславский. Серия «Театр и его дневник»
- 2015 — «Сверлийцы». Подарочное издание шести опер в трёх томах (5 CD со студийными записями опер, 5 фильмов-опер, полный текст либретто на русском и английском языках). Издательство Fancy music
- 2015 — «Моментальные записки сентиментального солдатика или Роман о праведном юноше». Издательство Бертельсманн Медиа Москау
- 2015 — «Стойкий принцип. Режиссёрский разбор». Издательство Электротеатра Станиславский. Серия «Театр и его дневник»
- 2016 — «Театр и его дневники. Фрагменты жизни, речи и тексты». Фрагменты из «Романа-дневника». Соавтор: Наталия Шевченко. Издательство Электротеатра Станиславский. Серия «Театр и его дневник»
- 2017 — «Голем». Издательство LaboraTORIAH
- 2017 — «От „Театра Театра“ до „Сада“». Издательство Электротеатра Станиславский. Серия «Театр и его дневник»
- 2017 — «Недоросль». Издательство Электротеатра Станиславский. Серия «Театр и его дневник»
- 2018 — «Проект Фауст». Издательство Электротеатра Станиславский. Серия «Театр и его дневник»
- 2018 — «Повесть о прямостоящем человеке» (переиздание книги 2004-го года). Издательство Электротеатра Станиславский. Серия «Театр и его дневник»
- 2020 — «Золотой осёл». Издательство Электротеатра Станиславский. Серия «Театр и его дневник»

## Премии и награды
- 1996 — проект «Сад» получил Премию К. С. Станиславского за лучшую сценографию, художник Юрий Хариков
- 2015 — спектакль «Синяя птица» получил премию «Московского комсомольца» в номинации «Проект года»[49]
- 2017 — «Галилео. Опера для скрипки и ученого» стала лауреатом премии национальной газеты «Музыкальное обозрение» в номинации «Современная музыка»[50]
- 2016 — оперный сериал «Сверлийцы» номинирован на премию «Золотая маска» в девяти номинациях. Анастасия Нефёдова стала лауреатом «Золотой маски» за костюмы к «Сверлийцам»[51]
- 2018 — Борис Юхананову было присвоено звание «Почётный деятель искусств города Москвы»[52]
- 2018 — президент XVI Международного фестиваля «Дух огня» Сергей Соловьёв вручил Борису Юхананову приз «За личный вклад в киноискусство и создание своей школы»[53]
- 2018 — «Галилео. Опера для скрипки и ученого» была представлена в семи номинациях на «Золотую маску»[54]
- 2018 — портал о кино kinopoisk.ru включил «Назидание» в подборку лучших фильмов о футболе[55]
- 2018 — Борис Юхананов вошёл в список ключевых театральных режиссёров по версии журнала Elle[56]
- 2018 — Электротеатр получил премию «Московского комсомольца». Борис Юхананов был награждён за «Орфические игры. Панк-макраме». Также премию получили художник Марина Алексеева (опера «Проза» в Электротеатре Станиславский) и директор театра Ирина Золина[57]
- 2019 — «Пиноккио» вошёл в шорт-лист лучших российских спектаклей по версии Ассоциации театральных критиков
- 2019 — Борис Юхананов вошёл в тройку победителей категории «Театр» в голосовании за героев десятилетия, организованного Colta.ru[58]
- 2019 — проект «Орфические игры» номинирован на «Золотую маску» в номинации «Эксперимент»[59]
- 2020 — «Пиноккио» была присуждена премия «Московского Комсомольца» в трёх номинациях: лучший спектакль, лучший художник (Юрий Хариков), лучший тандем (Мария Беляева и Светлана Найдёнова в роли Пиноккио)[60]
- 2020 — аналитическая группа проекта «100 Creative Russians» включила Бориса Юхананова в список креативных лидеров России
- 2020 — «Октавия. Трепанация» получила гран-при Московской Арт-премии[61]
- 2021 — «Октавия. Трепанация» и «Пиноккио» получили премию «Золотая маска» в номинациях: лучший спектакль малой формы — «Пиноккио. Театр»; лучшая работа художника по костюмам — Анастасия Нефёдова / «Пиноккио. Театр»; лучшая работа композитора в музыкальном театре — Дмитрий Курляндский / опера «Октавия. Трепанация»; специальная премия жюри музыкального театра за развитие вокальных техник — Арина Зверева, N’Caged; лучшая работа художника в музыкальном театре — Степан Лукьянов / опера «Октавия. Трепанация»[62]
- 2021 — запись оперы «Октавия. Трепанация» Дмитрия Курляндского и Бориса Юхананова получила премию «Чистый звук»[63]
- 2021 — Электротеатр Станиславский получил премию Федерации еврейских общин России (ФЕОР) «Скрипач на крыше» в номинации «Театр» за спектакли «Жизнь и необыкновенные приключения Соломона Маймона» режиссёра Андрея Сильвестрова и «Помолвка» режиссёра Григория Зельцера[64]
- 2024 — фильм-трилогия «Безумный ангел Пиноккио» стал лауреатом Московской Арт Премии в номинации «Кино»[65]